# Міська кліматологія
Міська кліматологія відноситься до конкретної галузі кліматології, яка стосується взаємодії між міськими районами та атмосферою, їх впливу один на одного та різних просторових та часових масштабів, в яких відбуваються ці процеси.

## Історія
Вважається, що Люк Говард створив міську кліматологію зі своєю книгою «Клімат Лондона», яка містила постійні щоденні спостереження за напрямком вітру, атмосферним тиском, максимальною температурою та опадами з 1801 по 1841 рік. 
Міська кліматологія виникла як методологія вивчення результатів індустріалізації та урбанізації. Побудова міст змінює фізичне середовище та змінює режими енергії, вологи та руху поблизу поверхні. Більшість із цих змін можна простежити за такими причинними факторами, як забруднення повітря; антропогенні джерела тепла; гідроізоляція поверхні; теплові властивості матеріалів поверхні; і морфологія поверхні та її специфічна тривимірна геометрія - відстань між будівлями, висота, орієнтація, рослинний шар, загальні розміри та географія цих елементів.  Інші фактори - рельєф, близькість до водойм, розмір міста, щільність населення та розподіл землекористування. 

## Впливові фактори
Кілька факторів впливають на міський клімат, включаючи розмір міста, морфологію міста, конфігурацію землекористування та географічну обстановку (наприклад, рельєф, висота та регіональний клімат).  Деякі відмінності між міським та сільським кліматом включають якість повітря, вітер та зміну структури опадів, але одним з найбільш вивчених є ефект міського теплового острова. 

### Температура та вплив міського теплового острова
Міське середовище, як правило, тепліше, ніж їхнє оточення, як зафіксував Говард більше століття тому.  Міські райони - це острови чи плями в більш широкому масштабі порівняно з більшою кількістю сільських земель. Просторовий розподіл температур відбувається в тандемі із тимчасовими змінами, які як причинно пов'язані з антропогенними джерелами.
Міське середовище має два шари атмосфери, крім планетарного прикордонного шару зовні і тягнеться далеко над містом: (1) Міський прикордонний шар обумовлений просторово інтегрованим обміном тепла та вологи між містом та повітрям, що його перекриває. (2) Поверхня міста відповідає рівню міського шару навісу. Потоки через цю площину включають потоки від окремих підрозділів, таких як дахи, вершини каньйонів, дерева, газони та дороги, інтегровані в більші ділянки землекористування (наприклад, передмістя). Ефект міського теплового острова був основним напрямком міських кліматологічних досліджень, і загалом вплив міського середовища на місцеві метеорологічні умови.

### Забруднення
Поле також включає теми якості повітря, радіаційні потоки, мікроклімат і навіть питання, традиційно пов'язані з архітектурним проектуванням та інженерією, такі як вітротехніка . Причини та наслідки забруднення, зрозумілі за допомогою міської кліматології, стають все більш важливими для містобудування. 

### Опади
Зміни вітру та структури конвекції над містами та навколо них впливають на опади. Вважається, що сприяючими факторами є міський острів тепла, підвищена шорсткість поверхні та підвищена концентрація аерозолю. 

## Зміна клімату
Міська кліматологія тісно пов'язана з дослідженнями, пов'язаними з глобальним потеплінням. Як центри соціально-економічної діяльності, міста виробляють велику кількість парникових газів, особливо CO2, як наслідок діяльності людей, таких як транспорт, розвиток, відходи, пов'язані з вимогами до опалення та охолодження тощо.
В усьому світі очікується зростання міст до 21 століття (і пізніше)  - у міру зростання та розвитку ландшафти, в яких вони мешкають, змінюватимуться, змінюватиметься і атмосфера, що перебуває над ними, збільшуючи викиди парникових газів, таким чином, сприяючи глобальному розвитку. парниковий ефект.
Нарешті, багато міст вразливі до прогнозованих наслідків зміни клімату (підвищення рівня моря, зміни температури, опадів, частоти штормів), оскільки більшість з них розвивається на узбережжі або поблизу неї, майже всі виробляють окремі міські теплові острови та забруднення атмосфери: як райони в яких зосереджено людське житло, ці наслідки потенційно матимуть найбільший і найдраматичніший вплив (наприклад, Теплова хвиля Франції у 2003 р.) і, таким чином, є головним напрямком для міської кліматології. 

## Просторове планування та охорона здоров'я
Міська кліматологія впливає на прийняття рішень щодо муніципального планування та політики щодо забруднення,  екстремальних спекотних явищ та моделювання зливових вод. 